# IIHF Continental Cup 2022-2023
La Continental Cup 2022-2023 è stata la 25ª edizione della IIHF Continental Cup, la competizione europea per club di hockey su ghiaccio di secondo livello organizzata dalla International Ice Hockey Federation. La stagione è iniziata il 23 settembre 2022 e la fase finale del torneo si è giocata dal 13 al 15 gennaio 2023.

## Squadre qualificate
| Squadra                 | Qualificazione                                                   |
| Entra nel terzo turno   | Entra nel terzo turno                                            |
| ----------------------- | ---------------------------------------------------------------- |
| HK Kremenchuk*          | Secondo classificato nell'Ukrainian Hockey League 2021-22        |
| HK Zemgale/LLU          | Vincitori del campionato lettone 2021-2022                       |
| HK Nitra                | Secondo classificato nell'Extraliga slovacca 2021–2022           |
| Cardiff Devils          | Vincitori della EIHL 2021-2022                                   |
| Saryarka Karagandy†     | Vincitori del campionato di hockey kazako 2021–2022              |
| Unia Oświęcim           | Secondo classificato della Polska Hokej Liga 2021-2022           |
| Entra nel secondo turno |                                                                  |
| Ferencvárosi TC         | Vincitori dell'Országos Bajnokság I 2021-2022                    |
| Hockey Asiago           | Vincitori della Italian Hockey League - Serie A 2021-2022        |
| HSC Csíkszereda         | Vincitori della Campionato rumeno 2021–2022                      |
| Ducs d'Angers           | Vincitori della Coupe de France 2021–2022                        |
| HDD Jesenice            | Vincitori del campionato sloveno 2021–2022                       |
| HK Vojvodina            | Vincitori del campionato serbo 2021–2022                         |
| Entra nel primo turno   |                                                                  |
| Bulldogs Liegi          | Vincitori della BeNe League 2021–2022                            |
| Hockey Punks Vilnius    | Vincitori del campionato lituano 2021–2022                       |
| KHL Sisak               | Vincitori del campionato croato 2021–2022                        |
| Skautafelag Akureyrar   | Vincitori del campionato islandese 2021-2022                     |
| Tartu Valk 494          | Vincitori della Meistriliiga 2021–2022                           |
| NSA Sofia               | Vincitori del campionato bulgaro 2021–2022                       |
| FC Barcelona            | Campioni della Liga Nacional de Hockey Hielo 2021–22             |
| Buzadam Istanbul        | Campioni turchi della Super League di hockey su ghiaccio 2021-22 |

Note:
*: I campioni ucraini del Sokil Kyiv hanno rinunciato per problemi economici. Il loro posto è stato preso dall'HK Kremenchuk.

†: Il Saryarka si è ritirata nel mese di ottobre poiché aveva in rosa molti giocatori russi e bielorussi per i quali era divenuto complesso e oneroso ottenere i visti necessari al viaggio. A seguito del suo ritiro la federazione decise di promuovere dal secondo al terzo turno, assieme alle prime classificate di ciascuno dei due gironi, anche la migliore seconda.

## Primo turno

### Gruppo A
Il Gruppo A si è giocato a Sofia, in Bulgaria, dal 23 al 25 settembre 2022.

| Pos | Squadra               | G | V | VS | PS | P | GF | GS | DG  | Pt | Qualificazione |   | SIS | TAR | AKU        | NSA  |
| --- | --------------------- | - | - | -- | -- | - | -- | -- | --- | -- | -------------- | - | --- | --- | ---------- | ---- |
| 1   | KHL Sisak             | 3 | 3 | 0  | 0  | 0 | 22 | 10 | +12 | 9  | Secondo turno  |   | —   | 7–2 | 6–2        | 9–6  |
| 2   | Tartu Välk 494        | 3 | 2 | 0  | 0  | 1 | 22 | 10 | +12 | 6  |                |   | —   | —   | 8–0        | 12–3 |
| 3   | Skautafélag Akureyrar | 3 | 0 | 1  | 0  | 2 | 8  | 19 | −11 | 2  |                | — | —   | —   | 6–5 d.t.s. |      |
| 4   | NSA Sofia (H)         | 3 | 0 | 0  | 1  | 2 | 14 | 27 | −13 | 1  |                | — | —   | —   | —          |      |

1. ↑  (EN) Game Summary - TAR-SIS 2-7 (0-2, 0-2, 2-3) (PDF), su stats.iihf.com, 23 settembre 2022. URL consultato il 26 ottobre 2022.
2. ↑  (EN) Game Summary - AKU-SIS 2-6 (0-2, 1-2, 1-2) (PDF), su stats.iihf.com, 24 settembre 2022. URL consultato il 26 ottobre 2022.
3. ↑  (EN) Game Summary - SIS-NSA 9-6 (4-1, 3-2, 2-3) (PDF), su stats.iihf.com, 25 settembre 2022. URL consultato il 26 ottobre 2022.
4. ↑  (EN) Game Summary - TAR-AKU 8-0 (1-0, 2-0, 5-0) (PDF), su stats.iihf.com, 25 settembre 2022. URL consultato il 26 ottobre 2022.
5. ↑  (EN) Game Summary - NSA-TAR 3-12 (1-2, 1-5, 1-5) (PDF), su stats.iihf.com, 24 settembre 2022. URL consultato il 26 ottobre 2022.
6. ↑  (EN) Game Summary - AKU-NSA 6-5 (1-1, 2-2, 2-2, 0-0, 1-0) (PDF), su stats.iihf.com, 23 settembre 2022. URL consultato il 26 ottobre 2022.

### Gruppo B
Il Gruppo A si è giocato a Istanbul, in Turchia, dal 23 al 25 settembre 2022.

| Pos | Squadra              | G | V | VS | PS | P | GF | GS | DG  | Pt | Qualificazione |   | BAI | LBU | HPU | BAR |
| --- | -------------------- | - | - | -- | -- | - | -- | -- | --- | -- | -------------- | - | --- | --- | --- | --- |
| 1   | Buzadam İstanbul (H) | 3 | 3 | 0  | 0  | 0 | 19 | 5  | +14 | 9  | Secondo turno  |   | —   | 4–1 | 6–0 | 9–4 |
| 2   | Bulldogs Liège       | 3 | 2 | 0  | 0  | 1 | 13 | 4  | +9  | 6  |                |   | —   | —   | 5–0 | 7–0 |
| 3   | Hockey Punks Vilnius | 3 | 1 | 0  | 0  | 2 | 6  | 14 | −8  | 3  |                | — | —   | —   | 6–3 |     |
| 4   | FC Barcelona         | 3 | 0 | 0  | 0  | 3 | 7  | 22 | −15 | 0  |                | — | —   | —   | —   |     |

1. ↑  (EN) Game Summary - LBU-BAI 1-4 (0-1, 0-1, 1-2) (PDF), su stats.iihf.com, 24 settembre 2022. URL consultato il 26 ottobre 2022.
2. ↑  (EN) Game Summary - BAI-HPU 6-0 (2-0, 3-0, 1-0) (PDF), su stats.iihf.com, 23 settembre 2022. URL consultato il 26 ottobre 2022.
3. ↑  (EN) Game Summary - BAI-BAR 9-4 (2-2, 3-0, 4-2) (PDF), su stats.iihf.com, 25 settembre 2022. URL consultato il 26 ottobre 2022.
4. ↑  (EN) Game Summary - HPU-LBU 0-5 (0-1, 0-2, 0-2) (PDF), su stats.iihf.com, 25 settembre 2022. URL consultato il 26 ottobre 2022.
5. ↑  (EN) Game Summary - BAR-LBU 0-7 (0-3, 0-1, 0-3) (PDF), su stats.iihf.com, 23 settembre 2022. URL consultato il 26 ottobre 2022.
6. ↑  (EN) Game Summary - BAR-HPU 3-6 (1-2, 0-2, 2-2) (PDF), su stats.iihf.com, 24 settembre 2022. URL consultato il 26 ottobre 2022.

## Secondo turno

### Gruppo C
Il Gruppo C si è giocato ad Angers, in Francia, dal 14 al 16 ottobre 2022.

| Pos | Squadra           | G | V | VS | PS | P | GF | GS | DG  | Pt | Qualificazione |   | ANG | SMC | FTC | SIS  |
| --- | ----------------- | - | - | -- | -- | - | -- | -- | --- | -- | -------------- | - | --- | --- | --- | ---- |
| 1   | Ducs d'Angers (H) | 3 | 3 | 0  | 0  | 0 | 24 | 6  | +18 | 9  | Terzo turno    |   | —   | 4–1 | 8–5 | 12–0 |
| 2   | SC Miercurea Ciuc | 3 | 2 | 0  | 0  | 1 | 11 | 6  | +5  | 6  | Ripescaggio    |   | —   | —   | 5–2 | 5–0  |
| 3   | Ferencvárosi TC   | 3 | 1 | 0  | 0  | 2 | 17 | 15 | +2  | 3  |                |   | —   | —   | —   | 10–2 |
| 4   | KHL Sisak         | 3 | 0 | 0  | 0  | 3 | 2  | 27 | −25 | 0  |                | — | —   | —   | —   |      |

1. ↑  (EN) Game Summary - ANG-SMC 4-1 (1-0, 2-1, 1-0) (PDF), su stats.iihf.com, 16 ottobre 2022. URL consultato il 26 ottobre 2022.
2. ↑  (EN) Game Summary - ANG-FTV 8-5 (2-0, 4-2, 2-3) (PDF), su stats.iihf.com, 14 ottobre 2022. URL consultato il 26 ottobre 2022.
3. ↑  (EN) Game Summary - SIS-ANG 0-12 (0-0, 0-5, 0-7) (PDF), su stats.iihf.com, 15 ottobre 2022. URL consultato il 26 ottobre 2022.
4. ↑  (EN) Game Summary - SMC-FTC 5-2 (1-1, 1-0, 3-1) (PDF), su stats.iihf.com, 15 ottobre 2022. URL consultato il 26 ottobre 2022.
5. ↑  (EN) Game Summary - SMC-SIS 5-0 (2-0, 0-0, 3-0) (PDF), su stats.iihf.com, 14 ottobre 2022. URL consultato il 26 ottobre 2022.
6. ↑  (EN) Game Summary - FTC-SIS 10-2 (2-2, 5-0, 3-0) (PDF), su stats.iihf.com, 16 ottobre 2022. URL consultato il 26 ottobre 2022.

### Gruppo D
Il Gruppo D si è giocato ad Asiago, in Italia, dal 14 al 16 ottobre 2022.

| Pos | Squadra           | G | V | VS | PS | P | GF | GS | DG  | Pt | Qualificazione |   | ASI | ACJ | BAI | VOJ  |
| --- | ----------------- | - | - | -- | -- | - | -- | -- | --- | -- | -------------- | - | --- | --- | --- | ---- |
| 1   | Asiago Hockey (H) | 3 | 3 | 0  | 0  | 0 | 28 | 5  | +23 | 9  | Terzo turno    |   | —   | 5–2 | 9–2 | 14–1 |
| 2   | Acroni Jesenice   | 3 | 2 | 0  | 0  | 1 | 14 | 7  | +7  | 6  | Ripescaggio    |   | —   | —   | 5–1 | 7–1  |
| 3   | Buzadam İstanbul  | 3 | 1 | 0  | 0  | 2 | 9  | 15 | −6  | 3  |                |   | —   | —   | —   | 6–1  |
| 4   | HK Vojvodina      | 3 | 0 | 0  | 0  | 3 | 3  | 27 | −24 | 0  |                | — | —   | —   | —   |      |

1. ↑  (EN) Game Summary - ASI-ACJ 5-2 (2-1, 1-0, 2-1) (PDF), su stats.iihf.com, 16 ottobre 2022. URL consultato il 27 ottobre 2022.
2. ↑  (EN) Game Summary - BAI-ASI 2-9 (1-2, 0-4, 1-3) (PDF), su stats.iihf.com, 15 ottobre 2022. URL consultato il 27 ottobre 2022.
3. ↑  (EN) Game Summary - VOJ-ASI 1-14 (0-2, 1-7, 0-5) (PDF), su stats.iihf.com, 14 ottobre 2022. URL consultato il 26 ottobre 2022.
4. ↑  (EN) Game Summary - ACJ-BAI 5-1 (1-0, 2-1, 2-0) (PDF), su stats.iihf.com, 14 ottobre 2022. URL consultato il 26 ottobre 2022.
5. ↑  (EN) Game Summary - VOJ-ACJ 1-7 (1-1, 0-3, 0-3) (PDF), su stats.iihf.com, 15 ottobre 2022. URL consultato il 27 ottobre 2022.
6. ↑  (EN) Game Summary - BAI-VOJ 6-1 (4-0, 2-0, 0-1) (PDF), su stats.iihf.com, 16 ottobre 2022. URL consultato il 27 ottobre 2022.

### Ripescaggio della migliore seconda
| Pos | Gr | Squadra           | G | V | VS | PS | P | GF | GS | DG | Pt | Qualificazione |
| --- | -- | ----------------- | - | - | -- | -- | - | -- | -- | -- | -- | -------------- |
| 1   | D  | Acroni Jesenice   | 3 | 2 | 0  | 0  | 1 | 14 | 7  | +7 | 6  | Terzo turno    |
| 2   | C  | SC Miercurea Ciuc | 3 | 2 | 0  | 0  | 1 | 11 | 6  | +5 | 6  |                |

## Terzo turno

### Girone E
Il girone E si è giocato a Cardiff, nel Regno Unito, dal 18 al 20 novembre 2022.

| Pos | Squadra            | G | V | VS | PS | P | GF | GS | DG | Pt | Qualificazione |   | CAR | ANG | ACJ | ZEM        |
| --- | ------------------ | - | - | -- | -- | - | -- | -- | -- | -- | -------------- | - | --- | --- | --- | ---------- |
| 1   | Cardiff Devils (H) | 3 | 3 | 0  | 0  | 0 | 11 | 3  | +8 | 9  | Finale         |   | —   | 3–1 | 6–0 | 9–4        |
| 2   | Ducs d'Angers      | 3 | 2 | 0  | 0  | 1 | 7  | 4  | +3 | 6  | Finale         |   | —   | —   | 4–1 | 2–0        |
| 3   | Acroni Jesenice    | 3 | 0 | 1  | 0  | 2 | 4  | 9  | −5 | 2  |                |   | —   | —   | —   | 6–3 d.t.s. |
| 4   | HK Zemgale/LLU     | 3 | 0 | 0  | 1  | 2 | 4  | 10 | −6 | 1  |                | — | —   | —   | —   |            |

1. ↑  (EN) Game Summary - CAR-ANG 3-1 (0-0, 2-1, 1-0) (PDF), su iihf.com, 18 novembre 2022. URL consultato il 29 novembre 2022.
2. ↑  (EN) Game Summary - ACJ-CAR 0-3 (0-1, 0-1, 0-1) (PDF), su iihf.com, 19 novembre 2022. URL consultato il 29 novembre 2022.
3. ↑  (EN) Game Summary - CAR-ZEM 5-2 (3-1, 1-0, 1-1) (PDF), su iihf.com, 20 novembre 2022. URL consultato il 29 novembre 2022.
4. ↑  (EN) Game Summary - ANG-ACJ 4-1 (2-0, 1-1, 1-0) (PDF), su iihf.com, 20 novembre 2022. URL consultato il 29 novembre 2022.
5. ↑  (EN) Game Summary - ZEM-ANG 0-2 (0-0, 0-1, 0-1) (PDF), su iihf.com, 19 novembre 2022. URL consultato il 29 novembre 2022.
6. ↑  (EN) Game Summary - ZEM-ACJ 2-3 (0-0, 1-0, 1-2, 0-1) (PDF), su iihf.com, 18 novembre 2022. URL consultato il 29 novembre 2022.

### Girone F
Il girone F si è giocato a Nitra, in Slovacchia, dal 18 al 20 novembre 2022.

| Pos | Squadra       | G | V | VS | PS | P | GF | GS | DG  | Pt | Qualificazione |   | NIT | ASI | OSW | KRE |
| --- | ------------- | - | - | -- | -- | - | -- | -- | --- | -- | -------------- | - | --- | --- | --- | --- |
| 1   | HK Nitra (H)  | 3 | 3 | 0  | 0  | 0 | 14 | 6  | +8  | 9  | Finale         |   | —   | 5–2 | 6–0 | 9–4 |
| 2   | Asiago Hockey | 3 | 2 | 0  | 0  | 1 | 11 | 8  | +3  | 6  | Finale         |   | —   | —   | 4–3 | 4–1 |
| 3   | Unia Oświęcim | 3 | 1 | 0  | 0  | 2 | 8  | 8  | 0   | 3  |                |   | —   | —   | —   | 4–2 |
| 4   | HK Kremenchuk | 3 | 0 | 0  | 0  | 3 | 5  | 16 | −11 | 0  |                | — | —   | —   | —   |     |

1. ↑  (EN) Game Summary - NIT-ASI 5-2 (3-0, 1-2, 1-0) (PDF), su iihf.com, 18 novembre 2022. URL consultato il 29 novembre 2022.
2. ↑  (EN) Game Summary - OSW-NIT 1-2 (0-0, 1-1, 0-1) (PDF), su iihf.com, 20 novembre 2022. URL consultato il 29 novembre 2022.
3. ↑  (EN) Game Summary - NIT-KRE 7-3 (2-1, 1-1, 4-1) (PDF), su iihf.com, 19 novembre 2022. URL consultato il 29 novembre 2022.
4. ↑  (EN) Game Summary - ASI-OSW 4-3 (1-1, 2-0, 1-2) (PDF), su iihf.com, 19 novembre 2022. URL consultato il 29 novembre 2022.
5. ↑  (EN) Game Summary - KRE-ASI 0-5 (0-2, 0-2, 0-1) (PDF), su iihf.com, 20 novembre 2022. URL consultato il 29 novembre 2022.
6. ↑  (EN) Game Summary - OSW-KRE 4-2 (0-1, 1-0, 3-1) (PDF), su iihf.com, 18 novembre 2022. URL consultato il 29 novembre 2022.

## Girone Finale
Il girone finale è stato giocato tra il 13 e il 15 gennaio 2023, ad Angers, in Francia, sede che è stata preferita dalla IIHF rispetto alle altre tre (tutte e quattro le squadre si erano infatti candidate per ospitare la Super Final).
| Pos | Squadra           | G | V | VS | PS | P | GF | GS | DG | Pt | Risultato                         |   | NIT | ANG        | CAR        | ASI        |
| --- | ----------------- | - | - | -- | -- | - | -- | -- | -- | -- | --------------------------------- | - | --- | ---------- | ---------- | ---------- |
| 1   | HK Nitra          | 3 | 2 | 1  | 0  | 0 | 11 | 7  | +4 | 8  | Champions Hockey League 2023–2024 |   | —   | 3–2 d.t.r. | 3–2        | 5–2        |
| 2   | Ducs d'Angers (H) | 3 | 0 | 1  | 2  | 0 | 6  | 7  | −1 | 4  |                                   |   | —   | —          | 2–1 d.t.r. | 2–3 d.t.s. |
| 3   | Cardiff Devils    | 3 | 1 | 0  | 1  | 1 | 10 | 6  | +4 | 4  |                                   | — | —   | —          | 7–1        |            |
| 4   | Asiago Hockey     | 3 | 0 | 1  | 0  | 2 | 7  | 14 | −7 | 2  |                                   | — | —   | —          | —          |            |

1. ↑  (EN) Game Summary - ANG-NIT 2-3 (0-0, 0-1, 2-1, 0-0, 0-1) (PDF), su stats.iihf.com, 14 gennaio 2023. URL consultato il 17 gennaio 2023.
2. ↑  (EN) Game Summary - NIT-CAR 3-2 (3-0, 0-1, 0-1) (PDF), su stats.iihf.com, 15 gennaio 2023. URL consultato il 17 gennaio 2023.
3. ↑  (EN) Game Summary - NIT-ASI 5-3 (2-0, 2-1, 1-2) (PDF), su stats.iihf.com, 13 gennaio 2023. URL consultato il 17 gennaio 2023.
4. 1 2  Scontro diretto: Cardiff Devils - Ducs d'Angers 1–2 d.t.r.
5. ↑  (EN) Game Summary - CAR-ANG 1-2 (0-1, 0-0, 1-0, 0-0, 0-1) (PDF), su stats.iihf.com, 13 gennaio 2023. URL consultato il 17 gennaio 2023.
6. ↑  (EN) Game Summary - ASI-ANG 3-2 (2-0, 0-2, 0-0, 1-0) (PDF), su stats.iihf.com, 15 gennaio 2023. URL consultato il 17 gennaio 2023.
7. ↑  (EN) Game Summary - CAR-ASI 7-1 (3-0, 1-1, 3-0) (PDF), su iihf.com, 14 gennaio 2023. URL consultato il 17 gennaio 2023.